# Ko Sira
Ko Sira – drugi album malijskiej piosenkarki Oumou Sangaré, wydany w 1993 roku.

## Lista utworów
1. Kayini Wura (5:59)
2. Sigi Kuruni (6:08)
3. Mani Djindala(6:16)
4. Saa Magni (7:37)
5. Dugu Kamelemba (6:08)
6. Bi Furu (5:55)
7. Nawo Nawo (5:19)
8. Ko Sira (7:07)